# Södra Åsums socken
Södra Åsums socken i Skåne ingick i Färs härad och området ingår sedan 1971 i Sjöbo kommun och motsvarar från 2016 Södra Åsums distrikt.
Socknens areal är 28,65 kvadratkilometer varav 28,39 land. År 2000 fanns här 6 603 invånare.  Tätorten Sjöbo med kyrkbyn Åsum och sockenkyrkorna Södra Åsums kyrka och Södra Åsums gamla kyrka ligger i socknen. 

## Administrativ historik
Socknen har medeltida ursprung. Före den 1 januari 1886 (ändring enligt beslut den 17 april 1885) var namnet Åsums socken.
Vid kommunreformen 1862 övergick socknens ansvar för de kyrkliga frågorna till Åsums församling och för de borgerliga frågorna bildades Åsums landskommun. Landskommunen uppgick 1952 i Sjöbo köping men med bibehållande av separat jordregister. Köpingen ombildades 1971 till Sjöbo kommun. Församlingen uppgick 2002 i Sjöbo församling.
1 januari 2016 inrättades distriktet Södra Åsum, med samma omfattning som församlingen hade 1999/2000.  
Socknen har tillhört län, fögderier, tingslag och domsagor enligt vad som beskrivs i artikeln Färs härad. De indelta soldaterna tillhörde Södra skånska infanteriregementet, Färs kompani.

## Geografi
Södra Åsums socken ligger kring Sjöbo kring Åsumsån i norr. Socknen är en odlad slättbygd nu delvis tätbebyggd.
Södra Åsums socken består av byarna Åsum, Sjöbo, Sandbäck, Omma och Grimstofta. 

## Fornlämningar
Från stenåldern är lösfynd funna. Från järnåldern finns tre resta stenar. Ett fynd av en guldbrakteat har påträffats. 

## Namnet
Namnet skrevs omkring 1300 Asum och kommer från kyrkbyn. Namnet innehåller ås med syfting på en höjdsträckning vid kyrkbyn.